# Montanatylopus
Montanatylopus — вимерлий рід родини Oromerycidae. Рід містить такі види: Montanatylopus matthewi. Скам'янілості виявлено в США (Монтана, Нью-Мексико) — всього 2 колекції.